# Fritz-Walter-Stadion
Fritz-Walter-Stadion, fotbollsarena i Kaiserslautern, Tyskland
Fritz-Walter-Stadion hette fram till 1985 Betzenberg, ett namn som fortfarande ofta används. Fritz-Walter-stadion har fått namnet från Kaiserslauterns största spelare genom tiderna Fritz Walter som spelade för klubben under hela sin karriär och blev världsmästare 1954.
Arena renoverades inför VM 2006 då Kaiserslautern var en av värdorterna. 

## Evenemang
- VM i fotboll 2006
- Bundesliga

## Hemmalag
- 1. FC Kaiserslautern